# 勝願寺 (鴻巣市本町)
勝願寺（しょうがんじ）は、埼玉県鴻巣市本町8丁目にある浄土宗の寺院である。
浄土宗の関東十八檀林の1つであり、号は天照山良忠院。本尊は阿弥陀如来。
市内登戸地区にはもう一つの勝願寺が存在し、こちらの宗派は新義真言宗（真言宗豊山派）である。

## 歴史

### 創建
浄土宗第3祖良忠が鎌倉幕府第4代執権北条経時から箕田郷松ヶ岡（後の鴻巣市登戸）の地を寄進され、一宇を建立したことに始まり、良忠の師である勝願院良遍にちなんで勝願寺と名付けられた。
良忠の没後は門下の良暁、定惠、良順が鎌倉光明寺と当寺の住職を兼任し、光明寺第5世住職・了専の時代には良順の弟子・良意が当寺の住職を務めたが、永享元年（1429年）に良意が没した後は相続する者はなく、浄土宗寺院としての歴史は途絶えた。
その後、室町から戦国時代にかけての戦乱によって寺は荒廃し、宗派も真言宗へと改められた。
なお、創建の時期については建長4年（1252年）とも、正治元年（1199年）とも、文永年間（1264年から1274年）とも、文永元年（1264年）ともいわれ、松ヶ岡の地の寄進者については鎌倉幕府第5代執権北条時頼とする文献もある。

### 江戸期の繁栄
天正年間（1573年から1593年）、高僧の惣誉清厳が当寺を登戸から鴻巣宿へと移設し、浄土宗の寺院として再興に務めた。
天正7年（1579年）、清厳の隠居に伴い武州松山城主・上田氏一族の出である圓誉不残が当寺の住職となった。
不残は学徳が高く、文禄元年（1592年）2月に徳川家康が当寺を訪れた際に御前で法問論議を行い、家康から銀や玄米や和紙を贈られた。学徳に感銘を受けた家康はすぐに不残に帰依し、随行した伊奈忠政と伊奈忠家、牧野康成らに当寺の檀家になるように命じた。
さらに、家康は三つ葉葵の使用を許可、慶長9年（1604年）11月には寺領30石を寄進し、諸役免除となった。家康はたびたび鴻巣および当寺を訪れていたが、江戸幕府2代将軍の徳川秀忠や3代将軍の徳川家光も家康と同様に当寺を詣でるなど、徳川家との関係は維持された。
当寺は清厳によって中興された当時から学問所、僧侶の養成機関として機能しており、関東十八檀林が成立する以前の慶長2年（1597年）の時点で江戸の増上寺、川越の蓮馨寺、鎌倉の光明寺とともに檀林のひとつとして存在したものと考えられている。
当時、浄土宗僧侶の資格取得は関東の寺院に限定され、他の地域での取得は禁じられており、関東檀林の寺院には全国各地から修行僧が訪れた。
慶長11年（1606年）8月、中興二世の圓誉不残が後陽成天皇から僧としては最高位の紫衣を賜ると、その後も徳川家の庇護の下で高僧や名僧を数多く輩出し、いずれも紫衣を賜った。
慶長11年(1606年)、圓誉不残が、信濃木曽谷の中山道奈良井宿にあった真言宗の光岩寺(現在の法然寺を浄土宗に改宗して再興した。
一方、勝願寺の絵図によれば江戸中期の宝永5年（1708年）には16棟ほどの修行僧のための寮（所化寮）が立ち並んでいたが、文化・文政年間（1804年から1829年）に編纂された『新編武蔵風土記稿』では3棟と記されていることから、他の浄土宗寺院と同様に学問所・養成機関としての機能は次第に衰退していったものと考えられる。
なお、本寺の末寺としては寛永9年（1632年）の『浄土宗諸寺之帳』や元禄8年（1695年）の『浄土宗寺院由緒書』などによれば下野国の清巌寺、武蔵国児玉郡の円心寺、同埼玉郡の法性寺、同足立郡の十連寺をはじめとした40か寺があり、勝願寺は浄土宗の総本山である知恩院からの伝達事項を各寺に伝える触頭の役割を担っていた。

### 結城御殿
江戸期の勝願寺の寺勢を象徴するものとして、本堂を中心とした伽藍がある。これは家康の次男・結城秀康が慶長5年（1600年）9月の関ヶ原の戦いの論功行賞により下総国結城から越前国北の庄へ移封された際、家康の命により結城城の御殿、隅櫓、御台所、太鼓櫓、築地三筋塀、下馬札を移築したもので、さらに結城城下の華厳寺にあった鐘も移築された。これらの建物の移築は伊奈忠次が作事奉行として携わったと伝えられている。
御殿は114畳敷きの大方丈「金の間」、96畳敷きの小方丈「銀の間」に分けられ、大方丈は将軍来訪の際に使用されたことから「御成の間」とも呼ばれた。また、「金の間」には家康の像が、「銀の間」には黒本尊と呼ばれる秀康の念持仏が置かれていた。
平成10年（1998年）、国立歴史民俗博物館教授の岡田茂弘や市の文化財保護委員らにより境内の発掘調査が行われ、本堂と大方丈を結ぶ柱穴、大方丈の礎石などが見つかり、御殿の存在が改めて確認された。

### 明治期以降
明治期に入ると廃仏毀釈により寺勢は低下した。さらに、明治3年（1870年）8月8日深夜の風災により結城御殿が全壊、明治15年（1882年）の火災により本堂、庫裏、鐘楼、仁王門など多くの建物が焼失した。
その後、明治24年（1891年）10月に本堂、大正9年（1920年）11月に仁王門が再建され、
昭和5年（1930年）に龍寿殿が建設された。毎年11月に当寺で催されるお十夜は鎌倉の光明寺や八王子の大善寺とともに「関東三大十夜」のひとつと称されており、多くの参拝者が訪れている。
また、境内の一部には明治後期に常設グラウンドが設置され、自転車競技会や競馬競技会などのスポーツイベントを開催。
大正から昭和初期にかけて観光のためサクラやツツジが植樹されるなど鴻巣公園として整備され、市民の憩いの場となっている。

## 境内
本堂
明治15年（1882年）の火災により焼失後に再建されたものである。本尊として、平安期の作と伝えられる阿弥陀如来像、脇侍像、江戸中期の作と伝えられる開山者の良忠上人の木像が安置されている。
仁王門
本堂と同様に明治15年の火災により焼失後に再建されたものである。「天照山」の額がかけられ、両側には大正9年（1920年）11月に再建された際に秩父の三峯神社から贈られた仁王像が立ち並ぶ。焼失前の仁王門は結城城にあった矢倉を移設したもので、門の左右と開山堂との間は筋塀で囲まれ、鎌倉期の仏師・運慶の作の仁王像が立ち並んでいた。
龍寿殿
江戸前期の浄土宗の僧である呑竜上人をまつった建物。惣門をくぐり80メートルほど進んだ先に位置する。明治15年の火災前にはこの場所には開山堂が置かれ、当寺を中興した清厳、不残の両住職の像が安置されていた。
惣門
当寺の入り口にあり、「栴檀林」の額がかけられている。江戸期には結城城から移設された下馬札が建てられており、「宿泊のため当寺を訪れた加賀藩前田家一行がこれを見落としたため寺僧が門前で追い返した」あるいは「前田家一行が門前を通り過ぎる際、槍を立てたまま通行しようとしたため、寺僧がこれを咎めて槍を取り上げた」といった逸話が残されている。

## 年中行事
お十夜
毎年、11月14日から11月15日朝まで行われる念仏会で、「塔婆十夜」ともいう。この行事は400年近い歴史があり、鎌倉の光明寺で催される「双盤十夜」や八王子の大善寺で催される「諷誦文十夜」とともに「関東三大十夜」のひとつと称されている。また、当日は鴻巣ひな人形協会の主催による人形供養や、「お練り」と称される僧侶や稚児による行進などの行事が行われるほか、参道や境内には夜店が並び多くの参拝者が訪れている。

## 文化財

### 県有形文化財
- 絹本着色阿弥陀廿五菩薩来迎図[35]

### 県指定史跡
- 伊奈忠次墓[35]
- 福島東雄墓[35]
- 横田柳几墓[35]

### 市指定文化財
- 後陽成天皇御宸筆[35]
- 朱印状11通[35]

## 墓所
小松姫
本多忠勝の娘で、信濃国上田藩主・真田信之の妻。生前、当寺の住職・円誉不残に帰依していたことから一周忌の際に分骨された。小松姫の墓は信重夫妻の墓と並んで建てられている。
真田信重夫妻
真田信之の三男で、母と同様に鴻巣で没したため当寺に埋葬された。また、信重の妻は鳥居忠政の六女であり、夫の死の翌年に没したため当寺に埋葬された。
仙石秀久
信濃国小諸藩主。慶長19年（1614年）5月、江戸から国元へ帰る途中、当地で発病し亡くなったため、一旦当寺で仮葬された。同年10月に国元の歓喜院（後の芳泉寺）に改葬され、秀久の遺言により当寺に分骨された。円誉不残の略伝によれば秀久は当寺の末寺にあたる願成寺の檀徒だったといい、願成寺の山主を不残が兼ねていたことから、仙石家の家譜では当寺で仮葬などが執り行われたように記述されたのではないか、と推測される。
伊奈氏
徳川家譜代家臣、関東郡代。伊奈氏は徳川家康から当寺の檀那になるように命じられており、墓所の西側には伊奈忠治夫妻および伊奈忠次夫妻の4基の宝篋印塔が建立されている。
牧野氏
徳川家譜代家臣。武蔵国足立郡石戸を治めていた牧野康成は伊奈氏と同様に家康から当寺の檀那になるように命じられた。康成の跡を継いだ牧野信成は領地替えのため石戸から下総国関宿、信成の後を継いだ牧野親成は関宿から丹後国田辺へと移り住んだが、その後も檀那としての関係を維持し続け、歴代当主は当寺に埋葬された。牧野氏の墓所は仁王門の向かって右手にあり、門扉には丸に三つ柏の家紋が記されている。

## アクセス
- JR東日本高崎線鴻巣駅から徒歩約10分[40]。
- 関越自動車道東松山インターチェンジから車で約30分[40]。